# Tarnowo (województwo kujawsko-pomorskie)
Tarnowo – wieś w Polsce, położona w województwie kujawsko-pomorskim, w powiecie inowrocławskim, w gminie Kruszwica.

## Podział administracyjny
W latach 1975–1998 miejscowość położona była w województwie bydgoskim.

## Demografia
Według Narodowego Spisu Powszechnego (III 2011 r.) wieś liczyła 140 mieszkańców. Jest 32. co do wielkości miejscowością gminy Kruszwica.